# سی‌امین دوره جوایز بفتا
 سی امین دوره جوایز بفتا (به انگلیسی: 30st British Academy Film Awards) در سال ۱۹۷۷ به افتخار فیلم ۱۹۷۶ در لندن برگزار شد .

## جوایز و نامزدها
| سال       | رده                       | نام بازیگر   | نام فیلم                   |                    |
| --------- | ------------------------- | ------------ | -------------------------- | ------------------ |
| ۱۹۷۶ 30th | بهترین بازیگر نقش اول مرد |              |                            |                    |
| ۱۹۷۶ 30th | بهترین بازیگر نقش اول مرد | جک نیکلسون   | پرواز بر فراز آشیانه فاخته | رندال مک‌مورفی      |
| ۱۹۷۶ 30th | بهترین بازیگر نقش اول مرد | رابرت د نیرو | راننده تاکسی               | ترویس بیکل         |
| ۱۹۷۶ 30th | بهترین بازیگر نقش اول مرد | داستین هافمن | همه مردان رئیس جمهور       | کارل برنستاین      |
| ۱۹۷۶ 30th | بهترین بازیگر نقش اول مرد | داستین هافمن | ماراتن من                  | Thomas "Babe" Levy |
| ۱۹۷۶ 30th | بهترین بازیگر نقش اول مرد | والتر ماتائو | The Bad News Bears         | Morris Buttermaker |
| ۱۹۷۶ 30th | بهترین بازیگر نقش اول مرد | والتر ماتائو | The Sunshine Boys          | ویلی کلارک         |

- بهترین بازیگر نقش اول زن  لوئیز فلچر
- بهترین بازیگر نقش مکمل مرد  براد دوریف
- بهترین بازیگر نقش مکمل زن  جودی فاستر
- بهترین کارگردان 'میلوش فورمن' برای فیلم دیوانه از قفس پرید
- بهترین فیلم دیوانه از قفس پرید
- جایزه بفتای بهترین فیلمنامه باگزی مالون